# Otto Wichterle
Otto Wichterle (Prostějov, 27 de octubre de 1913-18 de agosto de 1998) fue un químico, profesor e inventor checoslovaco, conocido por haber inventado las lentes de contacto modernas.

## Trayectoria
Al terminar la secundaria en Prostějov, Wichterle ingresó en la Facultad de Química y Tecnología de la Universidad Técnica de Praga (hoy el independiente Instituto Químico-Tecnológico de Praga). Se graduó en 1936 y permaneció en la facultad como asistente hasta el cierre de las universidades checas por los nazis, el 17 de noviembre de 1939.
Wichterle pudo ingresar al instituto de investigación de las fábricas Baťa, en Zlín, y continuar allí su trabajo científico. Allí dirigió la preparación técnica de los plásticos poliamida y caprolactama. En 1941 el grupo de Wichterle inventó una fibra artificial, el silon. En 1942 lo encarceló la Gestapo; fue liberado pocos meses más tarde.
Finalizada la Segunda Guerra Mundial, Wichterle regresó a la universidad y se especializó en química orgánica. Dio clases y escribió un libro de texto sobre química orgánica. En 1952 fue nombrado decano del recién establecido Instituto de Tecnología Química de Praga. Seis años más tarde, en 1958, fue expulsado del mismo, en una purga efectuada por la dirigencia comunista del instituto. Un año después la Academia Checoslovaca de Ciencias, a la que pertenecía desde 1955, lo nombró director del nuevo Instituto de Química Macromolecular. En el instituto planeó continuar su investigación sobre la polimerización de lactamas y la utilización de geles hidrófilos. Ya en 1953 había patentado, junto al químico Drahoslav Lím, un método para la fabricación de un polímero blando (2–hidroxietilmetacrilato, “HESA”).

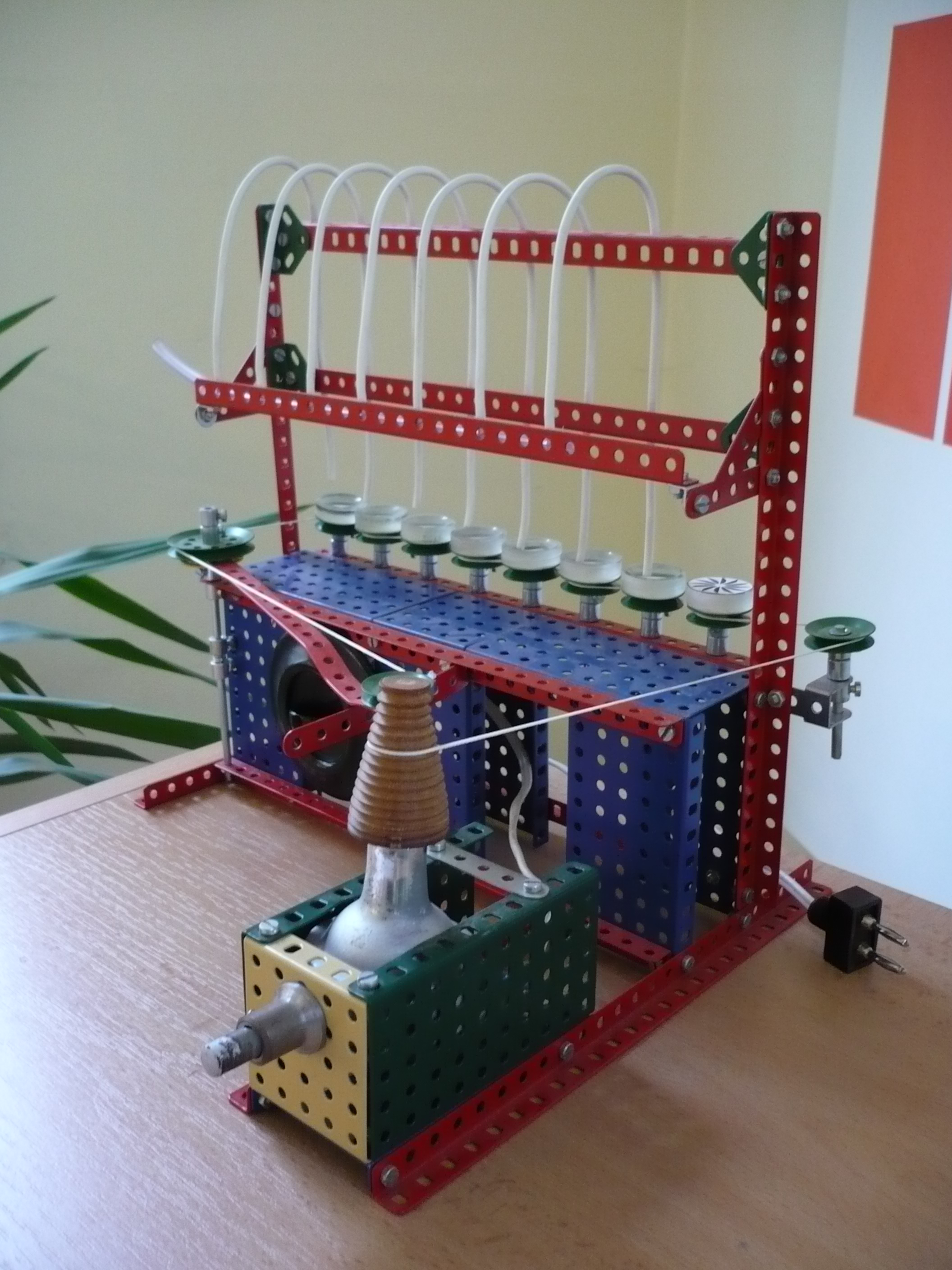
El aparato hogareño con el que Wichterle produjo sus primeras lentes de contacto.

Como el instituto aún se estaba construyendo, Wichterle realizó sus primeros experimentos en su casa. En 1961 produjo las primeras cuatro lentes de contacto de hidrogel mediante un aparato creado por él mismo usando un juego de construcción para niños (Merkur). La Academia, inexplicablemente, y sin el conocimiento de Weicherle, vendió los derechos de la patente en los Estados Unidos.
En 1970 Wichterle fue expulsado del instituto, esta vez por haber firmado el manifiesto de las Dos mil palabras, que pedía continuar el proceso de democratización iniciado durante la Primavera de Praga en 1968. El castigo del régimen consistió en removerlo de sus posiciones ejecutivas y dificultar sus investigaciones, principalmente impidiendo contactos con el extranjero y limitando sus oportunidades para enseñar. No fue reivindicado sino hasta la Revolución de Terciopelo en 1989. En 1990 asumió como presidente de la Academia Checoslovaca de Ciencias, hasta la disolución de Checoslovaquia. Desde entonces fue presidente honorario de la Academia de Ciencias de la República Checa.
El asteroide (3899) Wichterle recibe el nombre de Wichterle en su honor.